# El Zapote, Maravatío
El Zapote är en ort i Mexiko.   Den ligger i kommunen Maravatío och delstaten Michoacán de Ocampo, i den södra delen av landet, 140 km väster om huvudstaden Mexico City. El Zapote ligger 2 046 meter över havet och antalet invånare är 147.
Terrängen runt El Zapote är kuperad åt sydost, men åt nordväst är den platt. Runt El Zapote är det ganska tätbefolkat, med 111 invånare per kvadratkilometer. Närmaste större samhälle är Maravatío, 7,7 km nordväst om El Zapote. I omgivningarna runt El Zapote växer huvudsakligen savannskog.